# Alps del Marguareis
Els Alps del Marguareis (en italià, Alpi del Marguareis) és una serralada que forma part dels Alps Lígurs. El seu cim principal és la Punta Marguareis que arriba als 2.651 metres, i que dona nom a aquesta subsecció, i que és el més alt de tots els Alps Lígurs.
Estan ubicats al límit entre les regions del Piemont, Ligúria a Itàlia, i el departament dels Alps Marítims a França. I estan separats dels Prealps Lígurs, l'altra subsecció dels Alps Lígurs, pel port de Nava.

## Classificació
Segons la SOIUSA, els Alps del Marguareis són una subsecció alpina amb la següent classificació:
- Gran part = Alps occidentals
- Gran sector = Alps del sud-oest
- Secció = Alps Lígurs
- Subsecció = Alps del Marguareis
- Codi = I/A-1.II

## Delimitació
Girant en el sentit de les agulles del rellotge, els límits geogràfics dels Alps del Marguareis són: pas de Tenda, Vall Vermenagna, plana de Cuneo, riu Tanaro, port de Nava, Vall Arroscia, mar de Ligúria, Val Roia, paso de Tenda.

## Subdivisió
Els Alps del Marguareis es subdivideixen en dos supergrups, cinc grups i 18 subgrups:
- Cadena del Saccarello (A)
  - Grup del Monte Saccarello (A.1)
    - Nus del Monte Saccarello (A.1.a)
    - Costa Monega-Carmo di Brocchi (A.1.b)
    - Dorsal del Monte Guardiabella (A.1.c)
    - Dorsal del Monte Moro (A.1.d)
    - Costa Ceppo-Bignone (A.1.e)
    - Costa del Monte Pietra Vecchia (A.1.f)
- Cadena Marguareis-Mongioie (B)
  - Grup del Marguareis (B.2)
    - Nus del Marguareis (B.2.a)
    - Dorsal Serpentera-Cars (B.2.b)
    - Subgrupo de Scarason (B.2.c)

  - Grup Testa Ciaudion-Cima della Fascia (B.3)
    - Nus de la Testa Ciadion (B.3.a)
    - Dorsal de la Cima della Fascia (B.3.b)
    - Contrafuerte del Monte Pianè (B.3.c)
    - Costa del Bric Costa Rossa (B.3.d)

  - Grup Mongioie-Mondolè (B.4)
    - Nus del Mongioie (B.4.a)
    - Dorsal Cima della Brignola-Mondolè (B.4.b)

  - Grup Pizzo d'Ormea-Monte Antoroto (B.5)
    - Costa Bric di Conolia-Pizzo d'Ormea (B.5.a)
    - Contrafuerte del Monte Baussetti (B.5.b)
    - Subgrupo del Bric Mindino (B.5.c)

## Cims principals

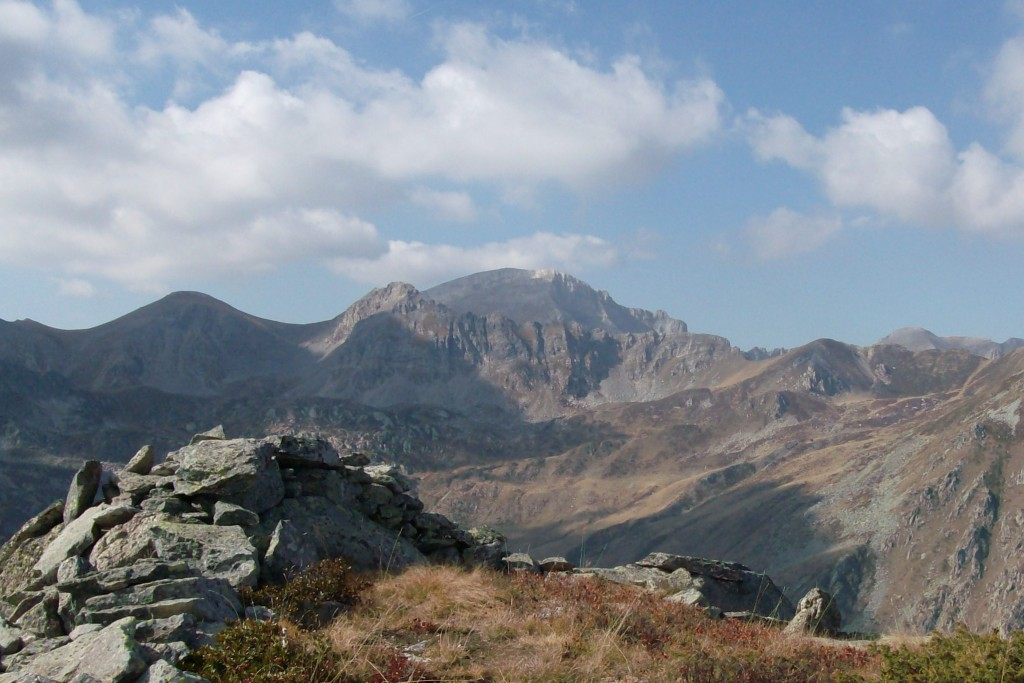
El Monte Mongioie.

Les muntanyes principals que pertanyen als Alps del Marguareis són:
- Punta Marguareis (2.651 m)
- Monte Mongioie (2.630 m)
- Cima delle Saline (2.612 m)
- Cima Pian Ballaur (2.604 m)
- Cima Palù (2.538 m)
- Bric Conolia (2.531 m)
- Cima della Fascia (2.495 m)
- Monte Bertrand (2.482 m)
- Pizzo d'Ormea (2.476 m)
- Cima Seirasso (2.435 m)
- Cima Pertegà (2.404 m)
- Bric Costa Rossa (2.404 m)
- Testa Ciaudion (2.386 m)
- Cima di Velega (2.384 m)
- Monte Mondolè (2.382 m)
- Cima Missun (2.356 m)
- Monte Becco (2.300 m)
- Monte Besimauda (2.231 m)
- Monte Saccarello (2.201 m)
- Punta Mirauda (2.157 m)
- Monte Frontè (2.152 m)
- Monte Antoroto (2.144 m)
- Cima di Marta (2.136 m)
- Monte Pietravecchia (2.038 m)
- Monte Grosso (2.007 m)
- Monte Bausetti (2.004 m)
- Monte Toraggio (1.971 m)
- Bric Mindino (1.879 m)
- Monte Alpet (1.611 m)
- Monte Guardiabella (1.218 m)